# 劳伦斯世界体育奖年度回归
劳伦斯世界体育奖年度回归（英語：Laureus World Sports Award for Comeback of the Year）是2000年首届劳伦斯世界体育奖创立的年度奖项，旨在表彰回归世界体坛并取得亮眼成绩的运动员或团体。世界体育奖由全球组织劳伦斯体育公益基金会主办，该机构参与150多个慈善项目，资助50万青少年。首届颁奖典礼于2000年5月25日在蒙特卡洛举行，纳尔逊·曼德拉发表主题演说。根据2021年的评选规则，年度回归奖先由“世界领先的体育编辑、作家和广播公司”组成评审团选出六人入围，劳伦斯世界体育学院挑选最终得主。一年一度的颁奖典礼在世界各地举办，得主奖杯由卡地亞制作。劳伦斯世界体育奖声望卓著，有体育界的奥斯卡奖美誉。
首届年度回归奖得主是患上睾丸癌的美国公路自行车运动员兰斯·阿姆斯特朗，癌细胞扩散到大脑、肺部、腹部，1998年回归后赢得1999年环法自行车赛。2013年他承认服用禁药，拿到的劳伦斯奖和提名随即撤销。除阿姆斯特朗外，年度回归奖至今共有6女15男共21位得主，没有任何人多次获奖。团体共十次入围但均未胜出。网球运动员共七次获奖，远超其他项目。田径、高爾夫球、橄欖球选手各两次。2025年在马德里颁奖典礼获奖的最新得主是巴西体操运动员麗貝卡·安得拉迪。

## 胜出与入围
| * | 奖项或提名事后撤销 |

| 年份 | 图像           | 得主              | 代表国家或地区 | 项目             | 入围 | 参考          |
| ---- | -------------- | ----------------- | -------------- | ---------------- | --- | ------------- |
| 2000 |                | 兰斯·阿姆斯特朗*  | 美国           | 公路自行车       | 安德烈·阿加西（美国），网球 卢德米拉·恩奎斯特（瑞典），田径 | [ 12 ] [ 14 ] |
| 2001 |                | 珍妮弗·卡普里亚蒂 | 美国           | 网球             | 海克·德雷克斯勒（德国），田径 亚妮察·科斯泰利奇（克罗地亚），高山滑雪 马里奥·勒米厄（加拿大），冰球 达拉·托里斯（美国），游泳                                               | [ 15 ] [ 16 ] |
| 2002 |                | 戈蘭·伊雲尼斯域   | 克罗地亚       | 网球             | 约翰·达利（美国），高尔夫球 迈克尔·乔丹（美国），篮球 伯納德·蘭格（德国），高爾夫球 马里奥·勒米厄（加拿大），冰球                                                           | [ 8 ] [ 17 ]  |
| 2003 |                | 罗纳尔多          | 巴西           | 足球             | 亚妮察·科斯泰利奇（克罗地亚），高山滑雪 赫尔曼·迈尔（奥地利），高山滑雪 皮特·森柏斯（美国），网球 弗兰齐斯卡·范阿尔姆齐克（德国），游泳                                     | [ 18 ] [ 19 ] |
| 2004 |                | 赫尔曼·迈尔       | 奥地利         | 高山滑雪         | 弗雷德·卡波斯（美国），高尔夫球 英厄·德布勒因（荷兰），游泳 彼得·福斯贝里（瑞典），冰球 玛蒂娜·纳芙拉蒂洛娃（美国），网球 亚历克斯·扎纳尔迪（意大利），赛车                 | [ 20 ] [ 21 ] |
| 2005 |                | 亞歷士·辛尼迪     | 意大利         | 賽車             | 约翰·达利（美国），高尔夫球 英格蘭板球隊（英格兰），板球 野村忠宏（日本），柔道 保拉·拉德克利夫（英格兰），田径 谢恩·沃恩（澳大利亚），板球                                 | [ 22 ] [ 23 ] |
| 2006 |                | 玛蒂娜·辛吉斯     | 瑞士           | 网球             | 凯萨·贝里奎斯特（瑞典），田径 金·克里斯特尔斯（比利时），网球 安托万·德内里亚（法国），高山滑雪 乔纳·罗姆（新西兰），橄欖球 柯林·蒙哥馬利（苏格兰），高尔夫球               | [ 24 ] [ 25 ] |
| 2007 |                | 塞雷娜·威廉姆斯   | 美国           | 网球             | 德鲁·布里斯（美国），美式足球 本·柯蒂斯（美国），高尔夫球 小罗伊·琼斯（美国），拳击 迈阿密热火（美国），篮球 齐内丁·齐达内（法国），足球                                    | [ 26 ] [ 27 ] |
| 2008 |                | 寶拉·拉德克利夫   | 英国           | 田径             | 克莉斯汀·奥胡鲁古（英国），田径 英国国家橄榄球联盟队（英国），聯盟式橄欖球 让娜·罗林森（澳大利亚），田径 史蒂夫·斯特里克（美国），高尔夫球 尊尼·韋健遜（英国），橄榄球      | [ 28 ] [ 29 ] |
| 2009 |                | 维塔利·克利奇科   | 乌克兰         | 拳击             | 安娜·米雷斯（澳大利亚），場地自由車 格雷格·諾曼（澳大利亚），高尔夫球 马蒂亚斯·施泰纳（德国），举重 马尔滕·范德韦登（荷兰），游泳 泰格·伍兹（美国），高尔夫球               | [ 30 ] [ 31 ] |
| 2010 |                | 金·克萊斯特絲     | 比利时         | 网球             | 兰斯·阿姆斯特朗*（美国），公路自行车 杰西卡·恩尼斯（英国），田径 布雷特·法弗（美国），美式足球 布蘭卡·弗拉希奇（克罗地亚），田径 汤姆·沃森（美国），高尔夫球                | [ 32 ] [ 33 ] |
| 2011 |                | 瓦伦蒂诺·罗西     | 意大利         | 世界摩托车锦标赛 | 卡罗琳娜·克吕夫特（瑞典），田径 玛琳·奥蒂（斯洛文尼亚），田径 泰森·盖伊（美国），田径 贾斯汀·海宁（比利时），网球 帕菈·克萊莫（美国），高尔夫球                             | [ 34 ] [ 35 ] |
| 2012 |                | 戴倫·克拉克       | 英国           | 高尔夫球         | 十字军队（新西兰），橄榄球 埃里克·阿比达尔（法国），足球 昆士兰红队（澳大利亚），橄榄球 刘翔（中华人民共和国），田径 塞爾希奧·加西亞（西班牙），高尔夫球                    | [ 36 ] [ 37 ] |
| 2013 |                | 费利克斯·桑切斯   | 多明尼加       | 田径             | 安娜·米雷斯（澳大利亚），场地自行车 厄尼·艾爾斯（南非），高尔夫球 莱德杯欧洲队（欧洲），高尔夫球 德国男子奥运八人单桨队（德国），赛艇 蒂鲁内什·迪巴巴（埃塞俄比亚），田径   | [ 38 ] [ 39 ] |
| 2014 |                | 拉斐爾·拿度       | 西班牙         | 网球             | 叶莲娜·伊辛巴耶娃（俄罗斯），田径 美国甲骨文队（美国），帆船 托尼·帕克（法国），篮球 罗纳尔迪尼奥（巴西），足球 泰格·伍兹（美国），高尔夫球                                 | [ 40 ] [ 41 ] |
| 2015 |                | 史扎克·贝加       | 南非           | 橄榄球           | 弗兰切斯科·阿切尔比（意大利），足球 迪亞高·米列圖（阿根廷），足球 乔·佩维（英国），田径 皮埃尔·沃尔捷（法国），单板滑雪 奧利弗·威爾遜（英国），高尔夫球                     | [ 42 ] [ 43 ] |
| 2016 |                | 丹·卡特           | 新西兰         | 橄榄球           | 謝茜嘉·恩尼斯-希爾（英国），田径 米克·范宁（澳大利亚），衝浪 迈克尔·菲尔普斯（美国），游泳 大卫·鲁迪沙 (肯尼亚) ，田径 林赛·沃恩（美国），高山滑雪                          | [ 44 ] [ 45 ] |
| 2017 |                | 迈克尔·菲尔普斯   | 美国           | 游泳             | 露特·贝蒂亚（西班牙），田径 胡安·馬丁·德爾波特羅（阿根廷），网球 法比娜耶·圣路易斯（毛里求斯），三项全能 尼克·斯凯尔顿（英国），马术 阿克塞尔·伦·斯温达尔（挪威），高山滑雪 | [ 46 ] [ 47 ] |
| 2018 |                | 罗杰·费德勒       | 瑞士           | 网球             | 巴塞罗那足球俱乐部（西班牙），足球 贾斯汀·加特林（美国），田径 萨莉·皮尔逊（澳大利亚），田径 瓦伦蒂诺·罗西（意大利），世界摩托车锦标赛 查比高恩斯足球會（巴西），足球       | [ 48 ] [ 49 ] |
| 2019 |                | 老虎伍茲          | 美国           | 高尔夫球         | 维内什·波加特（印度），自由式摔跤 羽生結弦（日本），花样滑冰 马克·麦克莫里斯（加拿大），单板滑雪 林赛·沃恩（美国），高山滑雪 比比安·蒙特尔-斯皮（荷兰），残疾人单板滑雪     | [ 50 ] [ 51 ] |
| 2020 |                | 蘇菲亞·佛羅絲     | 德国           | 赛车             | 安迪·穆雷（英国），网球 克里斯蒂安·利亚里法诺（澳大利亚），橄榄球 科怀·伦纳德（美国），篮球 利物浦足球俱乐部（英国），足球 倪家駿（美国），游泳                             | [ 52 ] [ 53 ] |
| 2021 | –              | 马克桑斯·帕罗     | 加拿大         | 單板滑雪         | 丹尼爾·巴德（美国），棒球 桃田賢斗（日本），羽毛球 亚历克丝·摩根（美国），足球 米凱拉·席弗琳（美国），高山滑雪 亚历克斯·史密斯（美国），美式足球                            | [ 54 ]        |
| 2022 |                | 斯凯·布朗         | 英国           | 单板滑雪         | 西蒙·拜爾斯（美国），竞技体操 马克·卡文迪什（英国），自行车 湯姆·戴利（英国），跳水 馬克·馬爾克斯（西班牙） – 摩托车 安妮米克·范弗勒滕（荷兰），公路自行车                  | [ 55 ] [ 56 ] |
| 2023 |                | 基斯甸·艾歷臣     | 丹麦           | 足球             | 安妮米克·范弗勒滕（荷兰），公路自行车 弗朗切斯科·巴尼亚亚（意大利），摩托车 雅各布·英厄布里格森（挪威），田径 克雷·湯普森（美国），篮球 老虎伍茲（美国），高爾夫球          | [ 57 ]        |
| 2024 | Simone Biles   | 西蒙·拜爾斯       | 美国           | 竞技体操         | 卡特琳娜·约翰逊-汤普森（英国），田径 錫亞·科里西（南非），七人制橄欖球 塞巴斯蒂安·阿莱（科特迪瓦），足球 贾马尔·穆雷（加拿大），篮球 馬爾凱塔·萬卓索娃（捷克），网球        | [ 13 ]        |
| 2025 | Rebeca Andrade | 麗貝卡·安得拉迪   | 巴西           | 竞技体操         | 凱勒布·德萊賽爾（美国），游泳 拉拉·古特-贝赫拉米（瑞士），高山滑雪 馬克·馬爾克斯（西班牙），摩托车 里沙布·潘特（印度），板球 阿里亚妮·蒂特马斯（奥地利），游泳              | [ 58 ]        |

## 统计
| * | 代表总数已减去撤销项目 |

| 国别           | 胜出 | 入围 |
| -------------- | ---- | ---- |
| 美国           | 5*   | 34*  |
| 英国           | 3    | 14   |
| 意大利         | 2    | 3    |
| 瑞士           | 2    | 0    |
| 德国           | 1    | 5    |
| 西班牙         | 1    | 5    |
| 加拿大         | 1    | 4    |
| 克罗地亚       | 1    | 3    |
| 比利时         | 1    | 2    |
| 新西兰         | 1    | 2    |
| 巴西           | 1    | 2    |
| 南非           | 1    | 2    |
| 奥地利         | 1    | 1    |
| 多明尼加       | 1    | 0    |
| 乌克兰         | 1    | 0    |
| 丹麦           | 1    | 0    |
| 澳大利亚       | 0    | 10   |
| 法国           | 0    | 5    |
| 瑞典           | 0    | 4    |
| 荷兰           | 0    | 4    |
| 日本           | 0    | 3    |
| 阿根廷         | 0    | 2    |
| 英格兰         | 0    | 2    |
| 挪威           | 0    | 2    |
| 中华人民共和国 | 0    | 1    |
| 科特迪瓦       | 0    | 1    |
| 埃塞俄比亚     | 0    | 1    |
| 欧洲           | 0    | 1    |
| 印度           | 0    | 1    |
| 肯尼亚         | 0    | 1    |
| 毛里求斯       | 0    | 1    |
| 俄罗斯         | 0    | 1    |
| 苏格兰         | 0    | 1    |
| 斯洛文尼亚     | 0    | 1    |

| 项目             | 胜出 | 入围 |
| ---------------- | ---- | ---- |
| 网球             | 8    | 8    |
| 田径             | 2    | 20   |
| 高尔夫球         | 2    | 16   |
| 橄榄球           | 2    | 5    |
| 足球             | 2    | 9    |
| 体操             | 2    | 2    |
| 高山滑雪         | 1    | 8    |
| 游泳             | 1    | 6    |
| 世界摩托车锦标赛 | 1    | 3    |
| 单板滑雪         | 1    | 2    |
| 赛车             | 1    | 2    |
| 拳击             | 1    | 1    |
| 自行车           | 0*   | 4*   |
| 篮球             | 0    | 4    |
| 美式足球         | 0    | 3    |
| 冰球             | 0    | 3    |
| 板球             | 0    | 3    |
| 羽毛球           | 0    | 1    |
| 棒球             | 0    | 1    |
| 跳水             | 0    | 1    |
| 花样滑冰         | 0    | 1    |
| 自由式摔跤       | 0    | 1    |
| 柔道             | 0    | 1    |
| 残疾人单板滑雪   | 0    | 1    |
| 赛艇             | 0    | 1    |
| 联盟式橄榄球     | 0    | 1    |
| 帆船             | 0    | 1    |
| 冲浪             | 0    | 1    |
| 三项全能         | 0    | 1    |
| 举重             | 0    | 1    |